# Fennomani
Fennomani (av nlat. fennus, och gr. mani'a, "vurm, lidelsefull förkärlek"), egentligen med betydelsen finskhetsvurmeri, är en språkligt nationell rörelse i Finland, vilken första gången påträffas 1810 i den svenska tidskriften Lyceum. 

## Finska litteratursällskapet bildas
Den misströstan som efter 1809, och under intryck av det ryska styrets reaktionära grundsatser, gjort sig gällande bland Finlands bildade allmänhet började 1820-1840 efter hand vika för en rörelse som omfattade en mängd olikartade politiska och patriotiska strävanden. En händelse av stor betydelse var det vaknande intresset för finska språket och för insamlandet av finsk folkpoesi, som dittills endast traderats muntligt.
Bland de tidigaste aktiva för att grundlägga en litteratur på finska kan nämnas Reinhold von Becker, Gustaf Renvall, Andreas Johan Sjögren, Jacob Judén och Zacharias Topelius d. ä. Deras arbete fortsattes av Elias Lönnrot, M.A. Castrén med flera betydande forskare och skriftställare. Denna litterära rörelse erhöll 1831 ett centralt organ genom grundandet av Finska litteratursällskapet. Genom att utge verk såsom Kalevala och Kanteletar främjade sällskapet den finska litteraturens uppkomst.

## Finska språket tar plats i offentligheten
En lärostol för finska språket inrättades 1851 vid Helsingfors universitet. Dessa litterära strävanden bör inte förväxlas med den socialpolitiska fennomanin, även om de har sitt ursprung i denna. De hindrades endast obetydligt av ett förbud som utfärdades av regeringen 1850 och som innebar att finska bara fick användas i arbeten om ekonomi eller religion. 
Redan i den 1821 av Adolf Iwar Arwidsson utgivna tidningen Åbo Morgonblad uttalade sig såväl utgivaren som en av medarbetarna, Eric Gustaf Ehrström, i en anda som förebådade att frågan om finska språkets användande vid domstolarna och ämbetsverken samt i skolorna snart skulle träda i förgrunden.

## Johan Vilhelm Snellmans insats för det finska språket

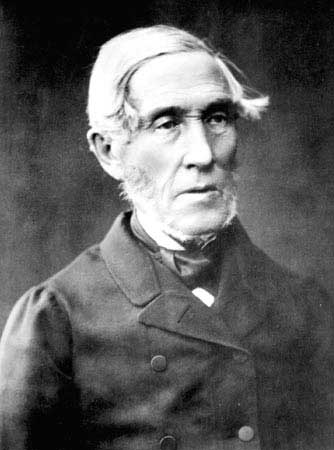
Johan Vilhelm Snellman

Dock passerade dessa och andra spridda uttalanden nästan obemärkta. Det var först i och med Johan Vilhelm Snellmans skriverier i tidningen Saima 1844-1846 som den fennomanska doktrinen fick en klar formulering. J.V. Snellman utgick från de samtida tyska filosofiska nationalitetsteorierna, enligt vilka ett folk störs i sin bildnings regelbundna utvecklingsgång genom att uppta element av främmande härkomst och språk. I dessa teorier sökte J.V. Snellman orsaken till Finlands låga ståndpunkt i litterär och andlig kultur i det svenska språkets och den svenska bildningens förhärskande inflytande. I Vårt land yttrade han bl.a. att Finland "delar öde med flera andra länder, där en utländsk kultur förkvävt uppkomsten av den inhemska". "En sådan utländsk bildning", yttrade han vidare, "måste sakna allt intresse hos nationen, all självständighet och all kraft att utveckla sig. Och ett folk, som aldrig hinner någon annan bildning, måste själv gå under och försvinna såsom nation". 
Ett hinder för finskans utveckling var att de bildade klasserna i Finland vid denna tid var svenskspråkiga. Även Finska litteratursällskapet var under sina 25 första år en huvudsakligen svensktalande församling. Ännu vid seklets mitt talade bara två herrskapsfamiljer i Helsingfors finska som språk i hemmet, om än inte som modersmål (Yrjö-Koskinen och Krohn) Genom att höja det finska språkets ställning från att vara endast ett allmogespråk till ett bildnings- och undervisningsspråk såg Snellman ett medel att trygga Finlands framtid. Enligt honom kunde en inhemsk kultur endast skapas av en "ny generation", uppvuxen under inverkan av en nationell finskspråkig bildning. Dessa uppfattningar, publicerade i Saima och senare i  Litteraturblad för allmän medborgerlig bildning, blev de gnistor som tände den finsknationella entusiasmen till liv. Sedan begreppet finskspråkig nationalitet fått fäste och den svenska kulturen i Finland blivit benämnd ett "främmande ok", skapades en bas för den socialpolitiska fennomanin.

## Bildandet av Finska partiet
Snellman, vars strävan var en omgestaltning av Finlands andliga kultur, uttalade sig försiktigt i fråga om praktiska åtgärder. Det dröjde också ända till 1863  innan ett politiskt parti, det Finska partiet, bildades. Till en början räknades Snellman inte till partiet.